# Верх-Лысьва (Лысьвенский городской округ)
Верх-Лысьва — посёлок в Лысьвенском городском округе Пермского края России.

## Географическое положение
Посёлок расположен в центральной части Лысьвенского городского округа на расстоянии примерно 11 километров по прямой на юго-восток от города Лысьва недалеко от посёлка Невидимка, который находится менее чем в 2 километрах на север от Верх-Лысьвы.

## Население
| 2002 | 2010 |
| ---- | ---- |
| 110  | ↗118 |

Постоянное население составляло 110 человек (86 % русские) в 2002 году, 118 человек в 2010 году.

## История
Известен с 1916 года как Верх-Лысьвенский кордон. 
С 2004 до 2011 гг. посёлок входил в Кормовищенское сельское поселение Лысьвенского муниципального района.

## Климат
Климат умеренно континентальный. Среднегодовая температура воздуха равна: +1,7 °C; продолжительность безморозного периода: 165 дней; средняя мощность снегового покрова: 50 см; средняя глубина промерзания почвы: 123 см. Устойчивый снежный покров сохраняется с первой декады ноября по последнюю декаду апреля. Средняя продолжительность снежного покрова 160—170 дней. Средняя из наибольших декадных высот снежного покрова за зиму — 50 см. Средняя максимальная температура самого жаркого месяца: +24,4 °C. Средняя температура самого холодного месяца: −17,4 °C.